# 憲法研究会
憲法研究会（けんぽうけんきゅうかい）は、高野岩三郎の問題提起により、第二次世界大戦後の日本の憲法制定の準備・研究を目的として1945年に発足した研究会。

## 概要
元東京大学経済学部教授であった社会統計学者・高野岩三郎が、敗戦直後の1945年10月29日、日本文化人連盟の設立準備会の際、戦前から左派の立場で憲法史研究を続けていた鈴木安蔵（京都学連事件で検挙・憲法学者）に提起し、さらに馬場恒吾（ジャーナリスト）・杉森孝次郎（早稲田大学教授）・森戸辰男（元東京帝国大学経済学部助教授）・岩淵辰雄（評論家で貴族院議員）・室伏高信（評論家）らをメンバーとして発足した。1945年12月26日に「憲法草案要綱」を首相官邸に提出し、翌々日に新聞発表された。なお、これにGHQが注目した記録があるため、GHQ案を原型とする現行の日本国憲法の内容に、国民主権などの点で間接的に多くの影響を及ぼしたと、小西豊治は主張している（内容・影響の詳細については当該項目を参照）。

## その後
その後高野は象徴ながらも天皇制を残したこの案を不十分であると批判。その批判を「囚われたる民衆」などの言葉でまとめた上で、天皇制廃止・大統領制・土地国有化などを柱とした日本共和国憲法私案要綱を発表。憲法研究会の活動の翌年（1946年）にNHK会長に就任し、同時に日本社会党顧問としても活動した。
馬場は読売新聞に招かれ、同社社長を歴任。杉森は早大で教鞭を取り続け、バートランド・ラッセルの研究に事績を残した。
森戸は社会党右派の理論家となり、片山・芦田内閣に文部大臣として入閣。議員引退後広島大学学長に就任した。
岩淵は公職追放を受け、復帰後鳩山一郎の顧問的な存在となって、鳩山政権の実現に力を尽くした。室伏も同様に公職追放を受けたが、復帰後も評論活動で活躍した。
鈴木は戦前から長らくどこにも所属せず独自に憲法研究を続けていたが、戦後静岡大学教授、愛知大学教授、立正大学教授等を歴任。憲法改悪阻止各界連絡会議（憲法会議）結成に参加し、代表委員に就任。憲法改悪反対運動（護憲運動）のリーダーとしても活動した。